# 4183 Cuno
4183 Cuno è un asteroide near-Earth del diametro medio di circa 2,9 km. Scoperto nel 1959, presenta un'orbita caratterizzata da un semiasse maggiore pari a 1,9812913 UA e da un'eccentricità di 0,6361213, inclinata di 6,75115° rispetto all'eclittica.
L'asteroide è dedicato all'astronomo tedesco Cuno Hoffmeister.